# 2025년 캐나다 그랑프리
틀:자동차 경주 대회 정보
2025년 캐나다 그랑프리(영어: 2025 Canadian Grand Prix)는 2025년 6월 15일 캐나다 몬트리올의 서킬 질 빌뇌브에서 열린 2025년 포뮬러 원 세계 선수권 대회의 열 번째 라운드이다. 조지 러셀(메르세데스)이 폴 포지션과 우승을 동시에 차지하며 시즌 첫 승을 기록했다.

## 경기 개요
- 폴 포지션: 조지 러셀 (메르세데스) – 1:10.899
- 최고속 랩: 조지 러셀 (메르세데스), 랩 63, 1:14.119
- 관중: 약 352,000명
- 하이라이트:

```
 – 
조지 러셀
, 폴‑투‑피니시 우승  
 – 
막스 베르스타펜
 0.228초 차로 2위  
 – 18세 신인 
안드레아 키미 안토넬리
, 세 번째 최연소 포디엄  
 – 
오스카 피아스트리
와 
랜도 노리스
 접전 중 충돌로 노리스 리타이어  
 – 
루이스 해밀턴
, 트랙 동물 충돌로 다운포스 손실
```

## 경기 결과
| 순위 | 드라이버               | 팀            | 랩 | 시간/격차          | 포인트 |
| ---- | ---------------------- | ------------- | -- | ------------------ | ------ |
| 1    | 조지 러셀              | 메르세데스    | 70 | 1:31:52.688        | 25     |
| 2    | 막스 베르스타펜        | 레드불 레이싱 | 70 | +0.228초           | 18     |
| 3    | 안드레아 키미 안토넬리 | 메르세데스    | 70 | +1.014초           | 15     |
| 4    | 오스카 피아스트리      | 맥라렌        | 70 | +2.109초           | 12     |
| 5    | 샤를 르클레르          | 페라리        | 70 | +3.442초           | 10     |
| 6    | 루이스 해밀턴          | 페라리        | 70 | +10.713초          | 8      |
| 7    | 페르난도 알론소        | 애스턴 마틴   | 70 | +10.972초          | 6      |
| 8    | 니코 휠켄베르크        | 킥 자우버     | 70 | +15.364초          | 4      |
| 9    | 에스테반 오콘          | 하스          | 69 | +1랩               | 2      |
| 10   | 카를로스 사인츠 주니어 | 윌리엄스      | 69 | +1랩               | 1      |
| 11   | 올리버 베어먼          | 하스          | 69 | +1랩               | 0      |
| 12   | 츠노다 유키            | 레드불 레이싱 | 69 | +1랩               | 0      |
| 13   | 프랑코 콜라핀토        | 알핀          | 69 | +1랩               | 0      |
| 14   | 가브리엘 보르툴레투    | 킥 자우버     | 69 | +1랩               | 0      |
| 15   | 피에르 가슬리          | 알핀          | 69 | +1랩               | 0      |
| 16   | 아이작 하자르          | 레이싱 불스   | 69 | +1랩               | 0      |
| 17   | 랜스 스트롤            | 애스턴 마틴   | 69 | +1랩               | 0      |
| 18   | 랜도 노리스            | 맥라렌        | 66 | 충돌 리타이어      | 0      |
| 19   | 리암 로슨              | 레이싱 불스   | 53 | 과열 리타이어      | 0      |
| 20   | 알렉산더 알본          | 윌리엄스      | 46 | 엔진 고장 리타이어 | 0      |